# Aeroportul Florence, Peretola
Aeroportul Florence, Peretola (IATA: FLR, ICAO: LIRQ) este un aeroport din Florența, città metropolitana di Firenze⁠(d), Toscana, Italia ce deservește zona Florența. Aeroportul a fost tranzitat în 2024 de 3.516.925 de pasageri. A fost deschis în 4 iunie 1931 și numit după zona deservită.
Situat la o altitudine de 43 m, aeroportul dispune de 1 pistă. Este operat de Toscana Aeroporti⁠(d).

## Infrastructură

### Piste
Aeroportul dispune de o singură pistă. Pista 05/23 are suprafața de asfalt și dimensiunile 1.560 m × 30 m. 